# Torri costiere del Molise

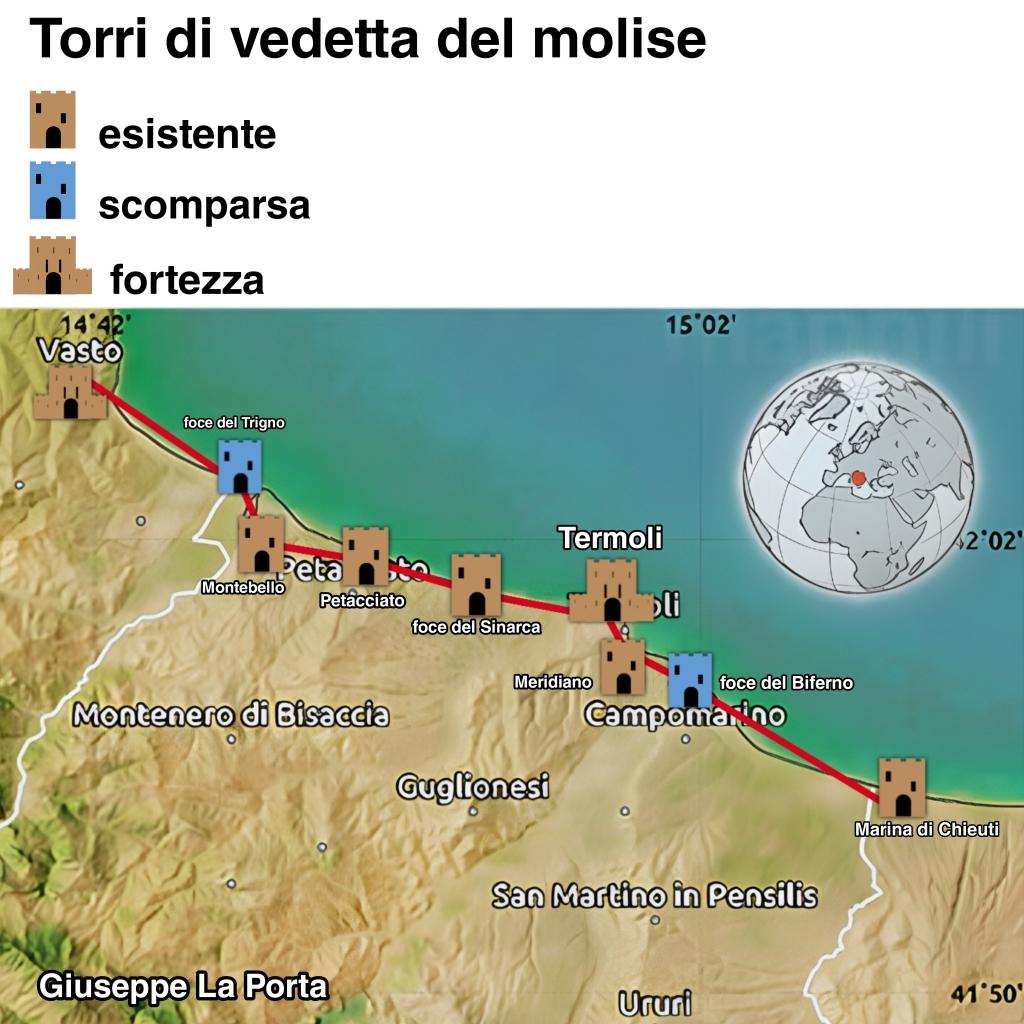
Mappa delle torri costiere molisane

Le Torri costiere del Molise fanno parte del complesso delle Torri costiere del Regno di Napoli. Cinque di esse erano situate in Molise, delle quali oggi ne restano quattro.
Esse sono: La torre di Montebello, la Torre di Petacciato, la Torre del Sinarca, la piccola Torre del Meridiano e la scomparsa torre del fiume Biferno.
La costruzione di queste torri litoranee aveva come scopo la protezione della costa dai sacchi via mare, in particolare quelli delle flotte turche che ne derivarono il nome di torri saracene.
La maggior parte di esse è stata edificata verso la fine del XVI secolo, sotto il viceregno di Napoli, fatta eccezione per la torre normanna-sveva di Montebello e la torre angioina del meridiano, rispettivamente tra il XII e XIV secolo.
Costituivano parte della linea difensiva della Capitanata. Al centro di questo assetto troviamo la fortezza medievale di Termoli, che in questo periodo fungeva da recettore del pericolo e anche da tramite per l’avvistamento e difesa della costa.

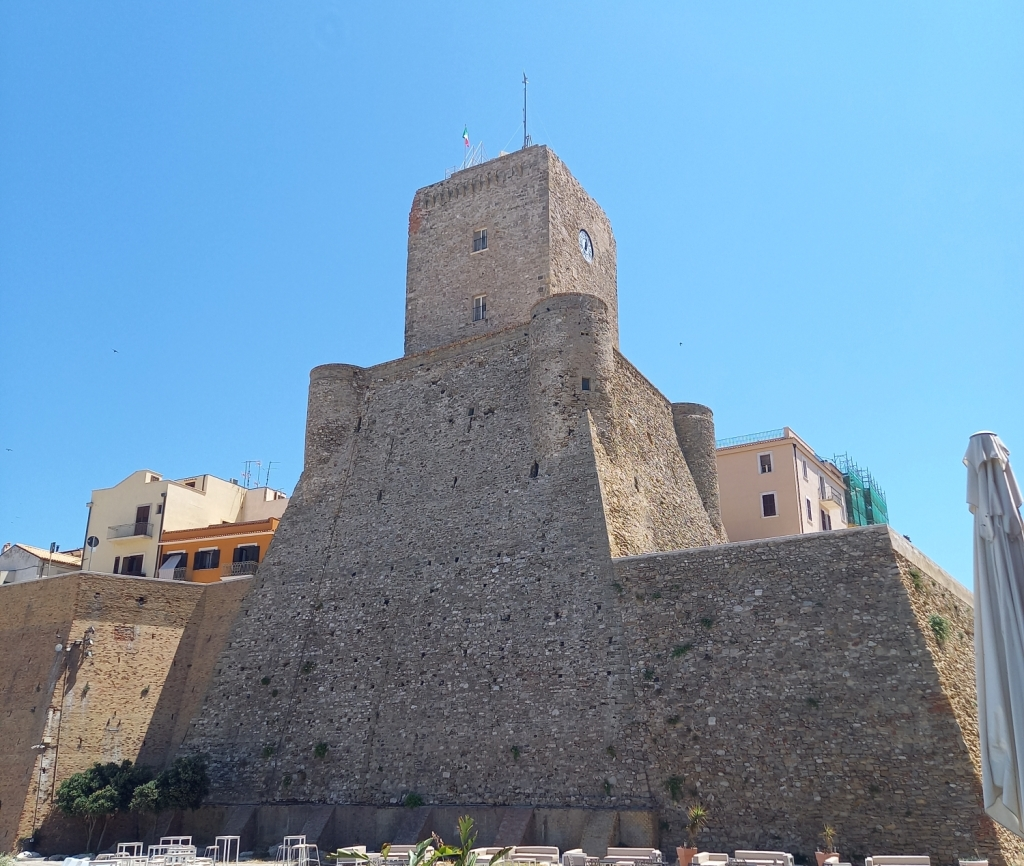
Castello di Termoli, visuale sottostante

Le torri molisane comunicavano a Nord-Ovest con la scomparsa Torre del fiume Trigno, un tempo localizzata nell’odierno comune di San Salvo in provincia di Chieti, e a Sud-Est con la torre fantine, nella Marina di Chieuti.

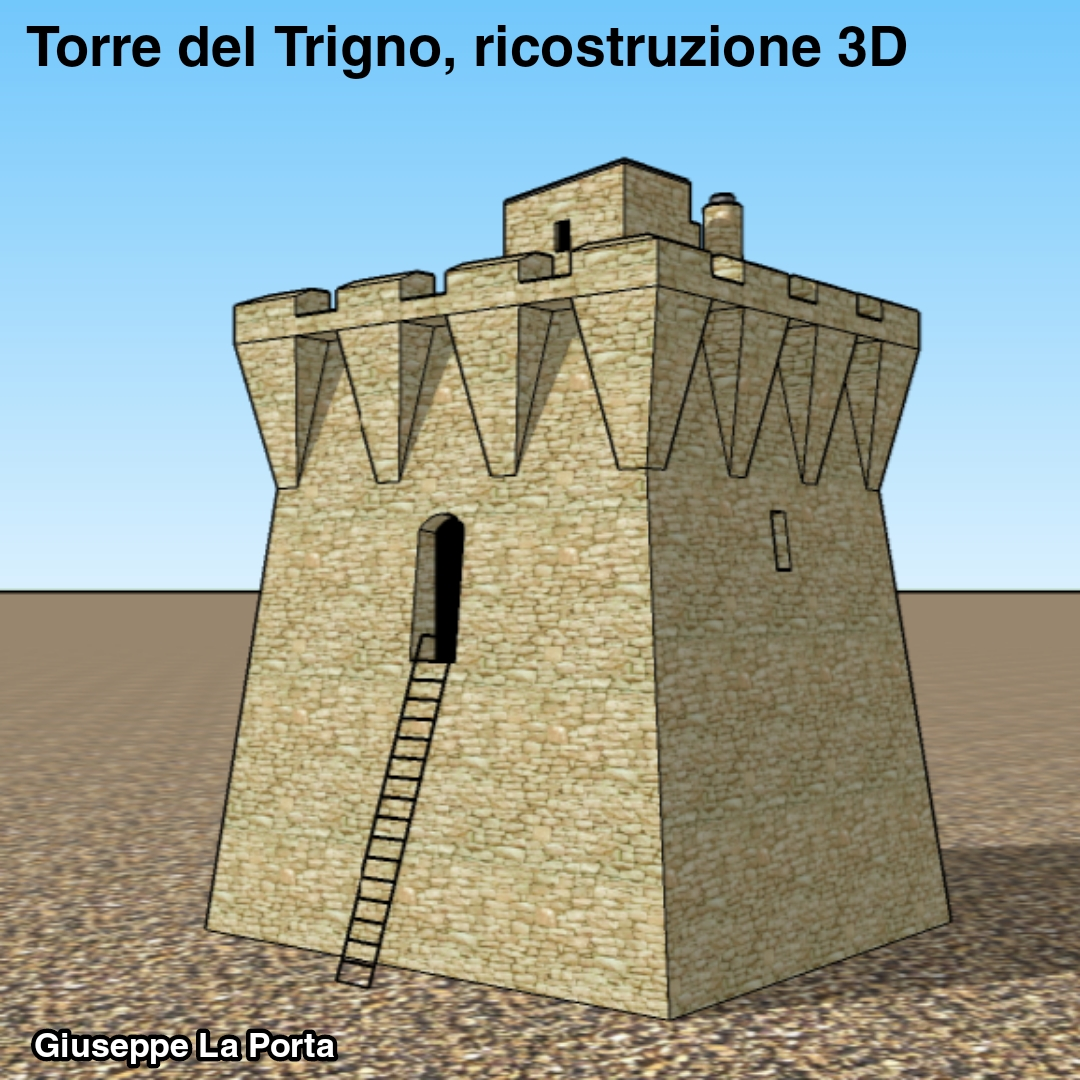
Torre del Trigno, ricostruzione

Tramite la Torre del Trigno potevano inviare e ricevere segnali a Nord-Ovest, con il Castello Caldoresco e la Torre di Punta Penna, appartenenti al comune di Vasto.
Nel 1594 il Marchese Carlo Gambacorta di Celenza visitò ed illustrò con mappe prospettiche, piante e sezioni, le 25 torri litoranee della Capitanata, tra cui proprio quelle della costa molisana.
I suoi resoconti e quelli di Vittorio Faglia del 1927 furono cruciali per determinare una ricostruzione delle tipologie strutturali e della vita che si svolgeva su dette torri.
Molte di esse ad oggi versa in uno stato di abbandono o degrado, mentre alcune svolgono tuttora delle attività.

## Torre di Montebello

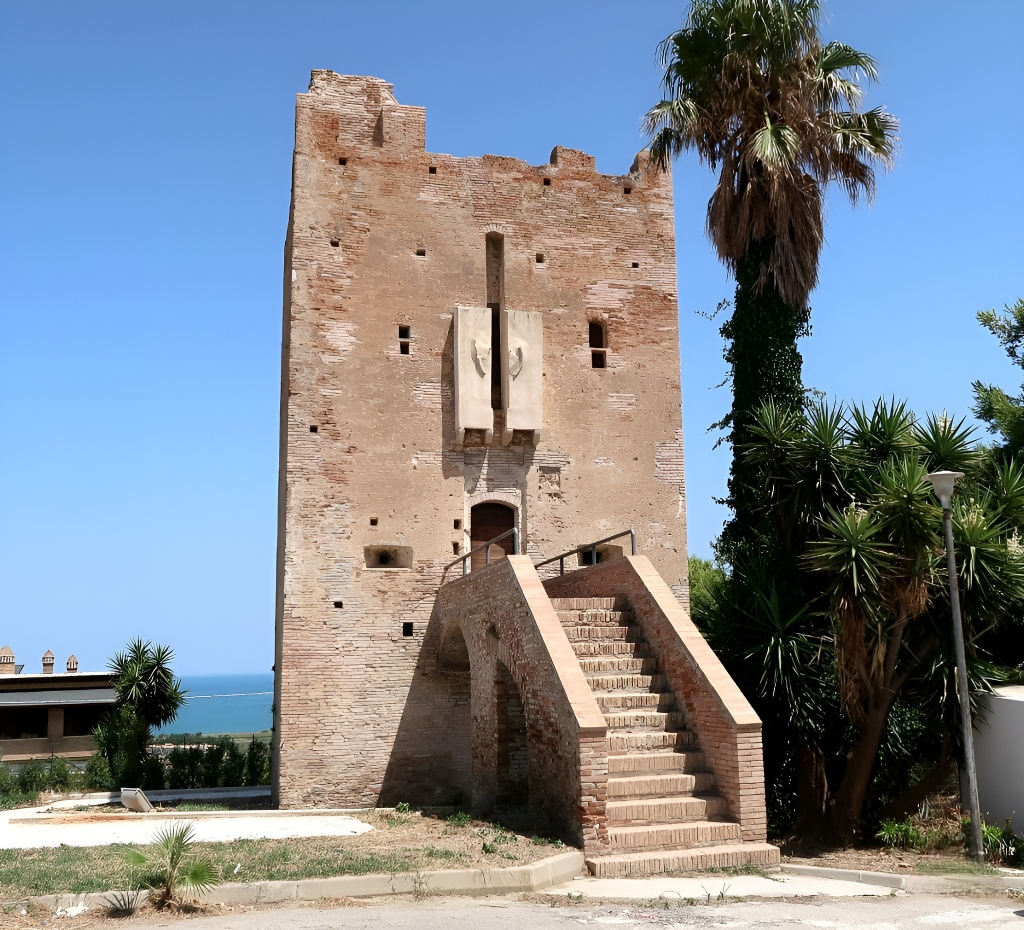
Torre di Montebello, dopo il restauro

Conosciuta meglio come Torre Vialante, si trova nella Contrada Montebello del comune di Montenero di Bisaccia in Molise, a circa 2 km dalla riva.
Fu edificata nel XII secolo dai normanni e successivamente migliorata e consolidata da Federico II di Svevia e Carlo V d'Asburgo.

## Torre di Petacciato

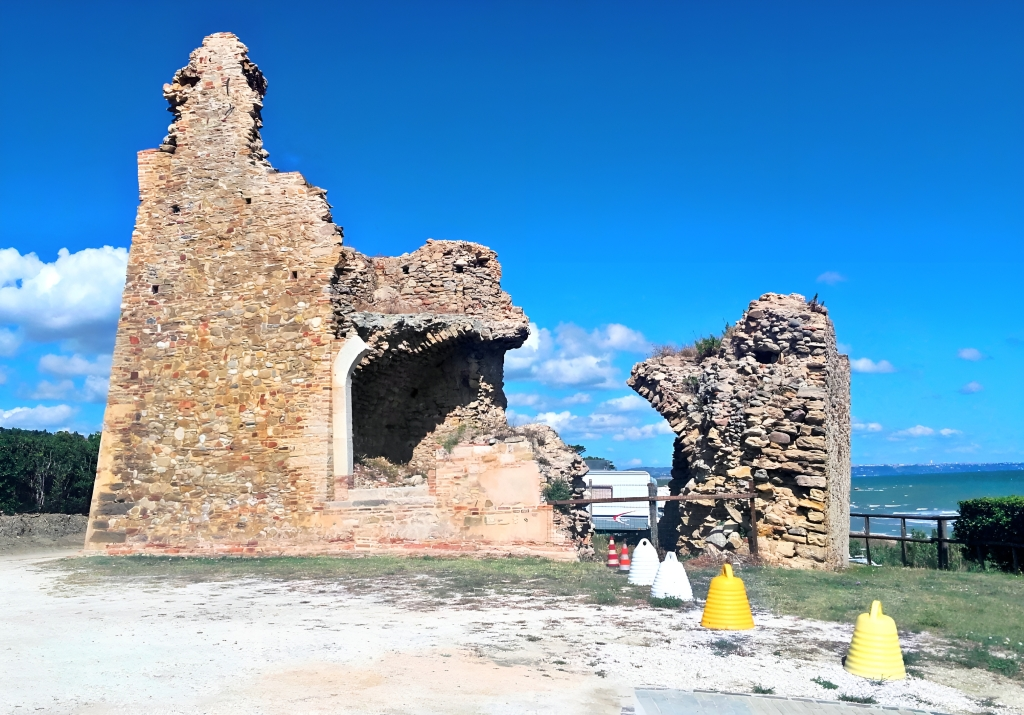
Rudere della torre di Petacciato

Venne eretta nel XVI secolo nei pressi del comune molisano di Petacciato in Provincia di Campobasso.
Nel 1777 venne colpita da una frana che la rese definitivamente inagibile.

## Torre del Sinarca

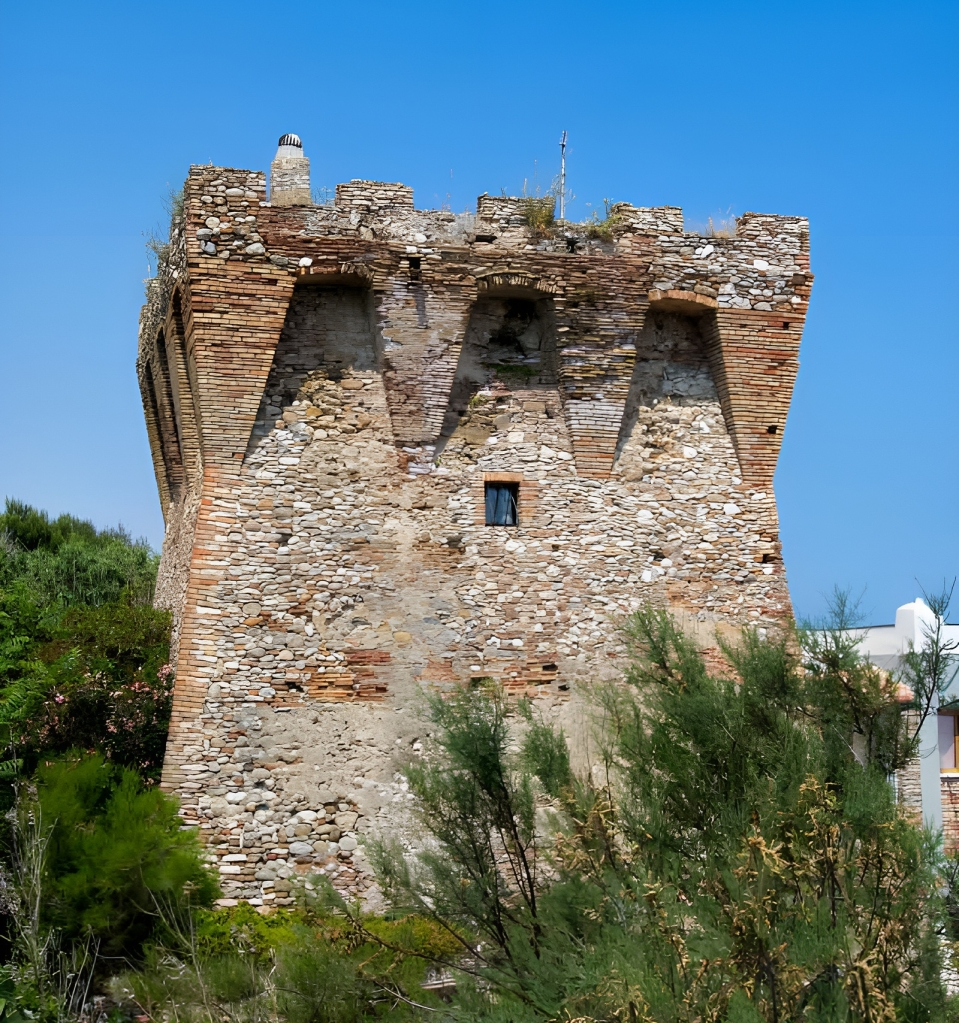
Torre saracena del Sinarca

È localizzata nel Lungomare Amerigo Vespucci, non molto distante dalla città di Termoli.
Venne edificata nel 1568 e censita nel 1594. Fu sottoposta a restauro e consolidamento strutturale nel 1976, attualmente ospita un ristorante.

## Torre del Meridiano

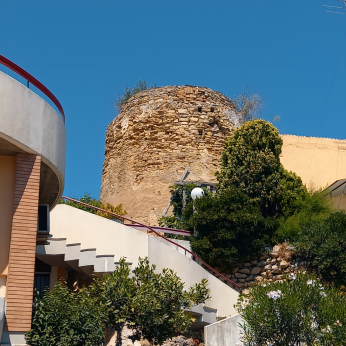
Torre del Meridiano, visuale da Via Rio Vivo

Si trova nel centro del comune di Termoli, precisamente nella zona più alta di Via Rio Vivo.
La sua fondazione risale al periodo angioino, tra il XIV e XV secolo.
Nel XVIII secolo venne adibita alla macinazione del grano, sino ai primi anni del '900, con un successivo abbandono.

## Torre del Biferno

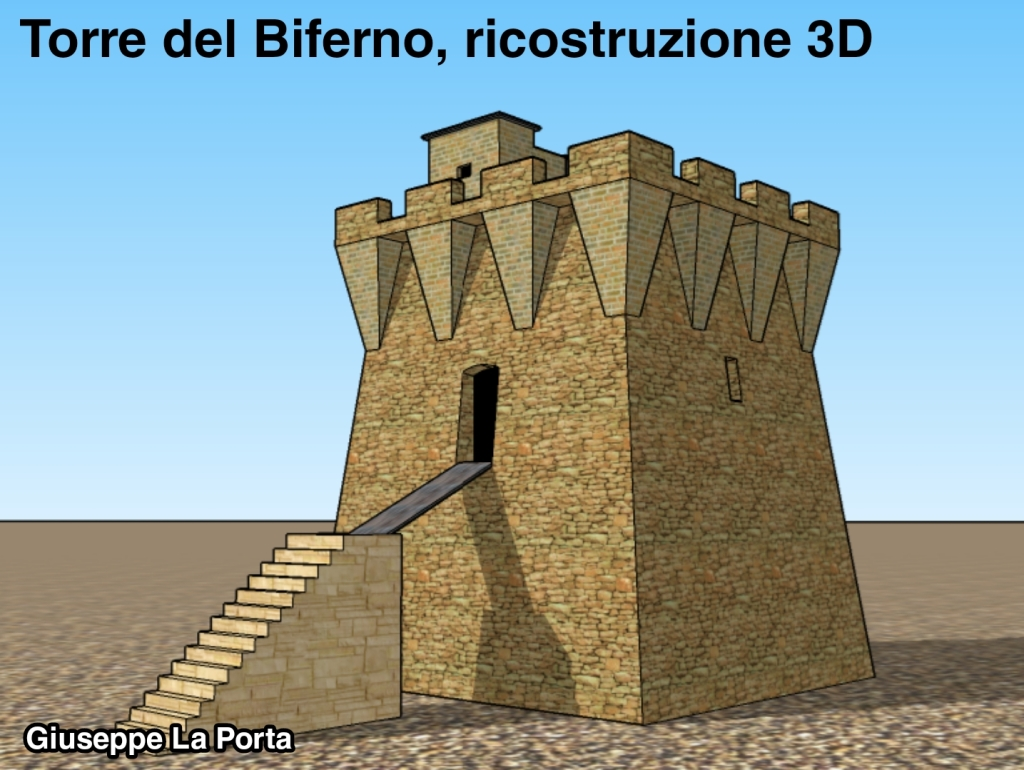
Torre del biferno, ricostruzione

Era posizionata sulla riva destra del fiume Biferno, nell'attuale comune di Campomarino.
Fu censita dal Marchese Carlo Gambacorta nel 1594, prima di essere totalmente distrutta dall'erosione costiera.